# فرنسيس إس. بارتو
فرنسيس إس. بارتو هو محامي وسياسي أمريكي، ولد في 6 سبتمبر 1816 في سافانا في الولايات المتحدة، وتوفي في 21 يوليو 1861 في ماناساس في الولايات المتحدة. انتخب عضو مجلس نواب جورجيا ‏.